# Phil Booth (basketballer)
Phil Booth III (Baltimore, 31 december 1995) is een Amerikaans basketballer.

## Carrière
Booth speelde vijf jaar collegebasketbal voor de Villanova Wildcats van 2014 tot 2019. In 2019 werd hij niet gekozen in de NBA draft maar speelde wel voor de Cleveland Cavaliers in de NBA Summer League. Hij tekende daarop een contract bij de Washington Wizards maar dat werd na enkele oefenwedstrijden in oktober 2019 verbroken. Hij tekende daarna bij de Capital City Go-Go waar hij de rest van het seizoen speelde. In februari 2021 tekende hij een contract bij Oklahoma City Blue ook uit de NBA G League. Voor het seizoen 2021/22 tekende hij een contract bij de Belgische landskampioen BC Oostende waar hij Loïc Schwartz verving en waarmee hij Belgisch landskampioen werd.
In de zomer van 2022 tekende hij in Montenegro bij KK Budućnost, in december 2022 maakte hij de overstap naar het Turkse Petkim Spor. In de zomer van 2023 tekende hij bij de Franse eersteklasser SIG Strasbourg. Na een seizoen bij de Franse club tekende hij bij de Italiaanse eersteklasser Guerino Vanoli Basket. Hij verliet de club eind november en tekende bij het Franse JDA Dijon.

## Erelijst
- Belgisch landskampioen: 2022